# Canarium (mollusque)
Pour les articles homonymes, voir Canarium.
Genre
Canarium est un genre de mollusques gastéropodes de la famille des Strombidae.

## Liste d'espèces
Selon World Register of Marine Species (14 décembre 2014) :
- Canarium betuleti (Kronenberg, 1991)
- Canarium erythrinum (Dillwyn, 1817)
- Canarium fusiforme (G. B. Sowerby II, 1842)
- Canarium haemastoma (G. B. Sowerby II, 1842)
- Canarium hellii (Kiener, 1843)
- Canarium klineorum (Abbott, 1960)
- Canarium labiatum (Röding, 1798)
- Canarium maculatum (G. B. Sowerby II, 1842)
- Canarium microurceus Kira, 1959
- Canarium mutabile (Swainson, 1821)
- Canarium ochroglottis (Abbott, 1960)
- Canarium olydium (Duclos, 1844)
- Canarium rugosum (G. B. Sowerby I, 1825)
- Canarium urceus (Linnaeus, 1758)
- Canarium wilsonorum (Abbott, 1967)

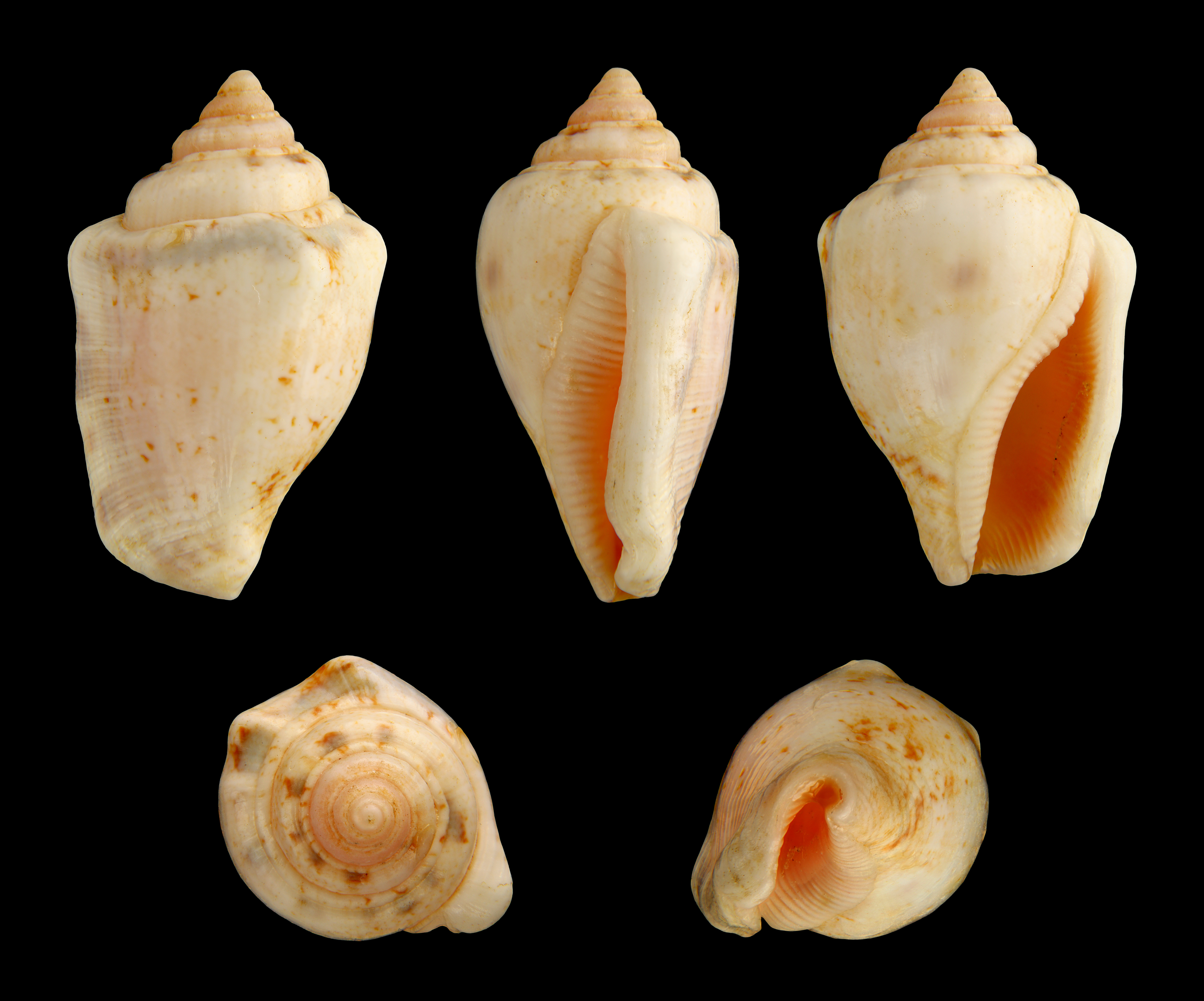
Canarium ochroglottis
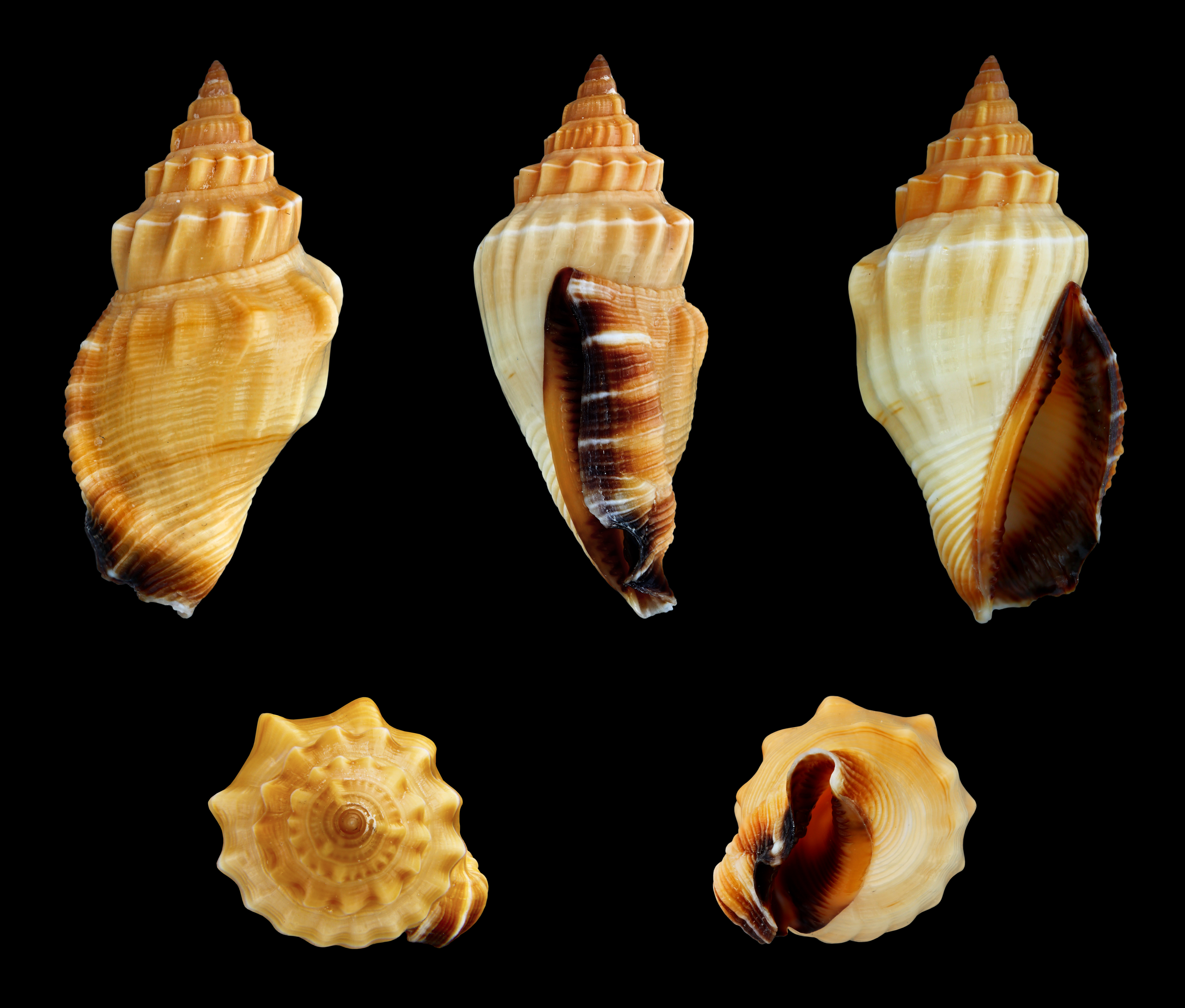
Canarium erythrinum
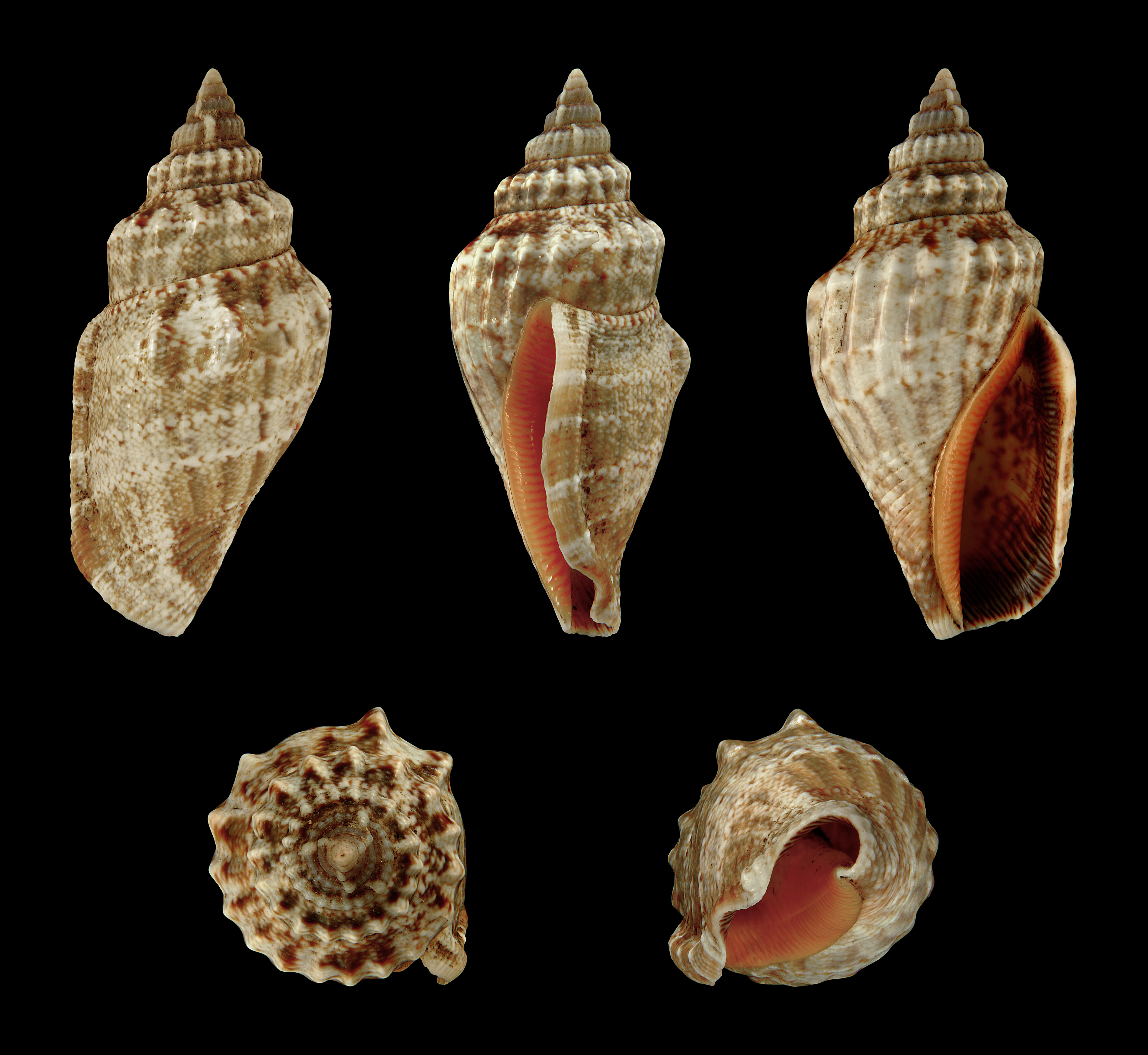
Canarium labiatum
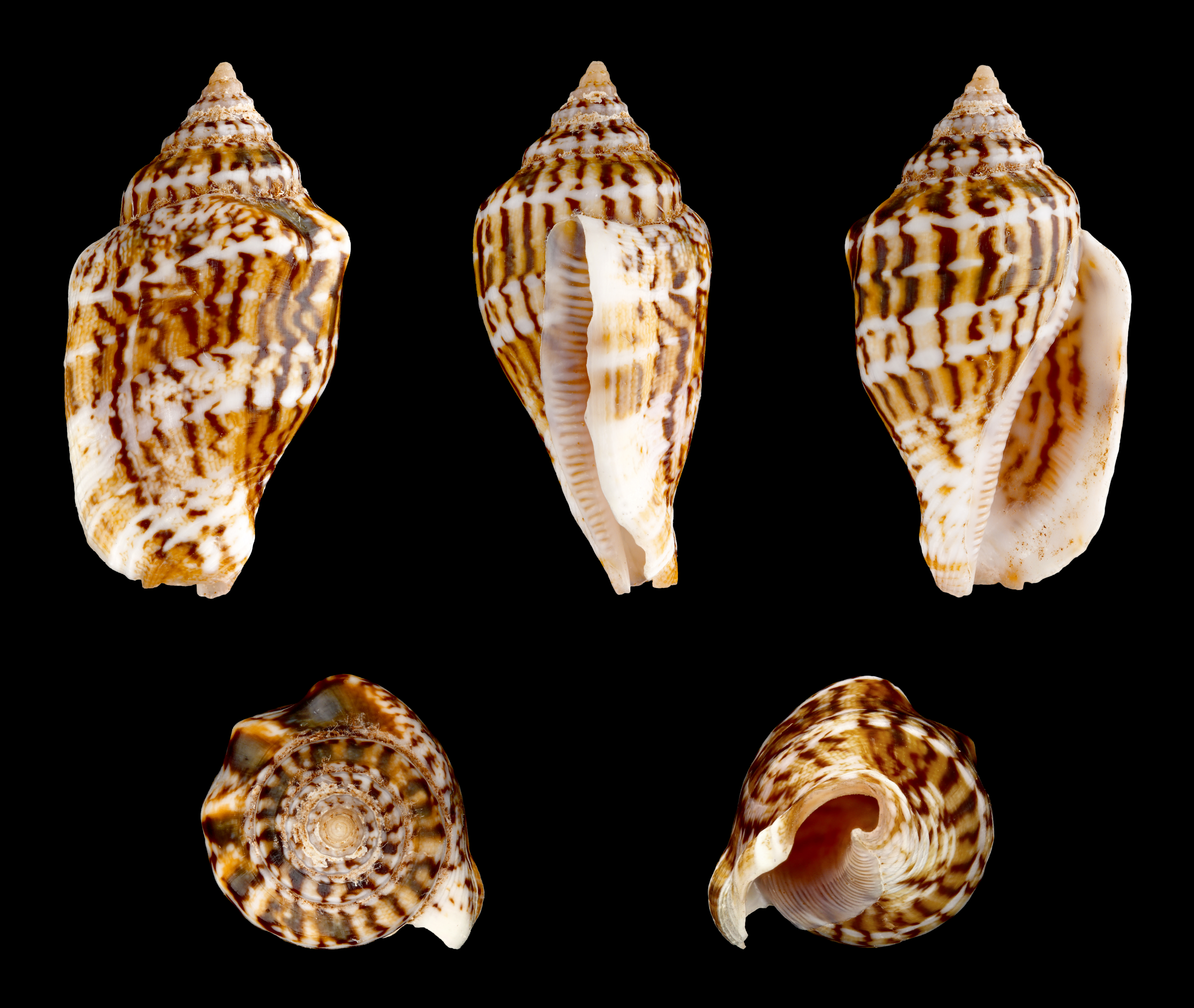
Canarium mutabile
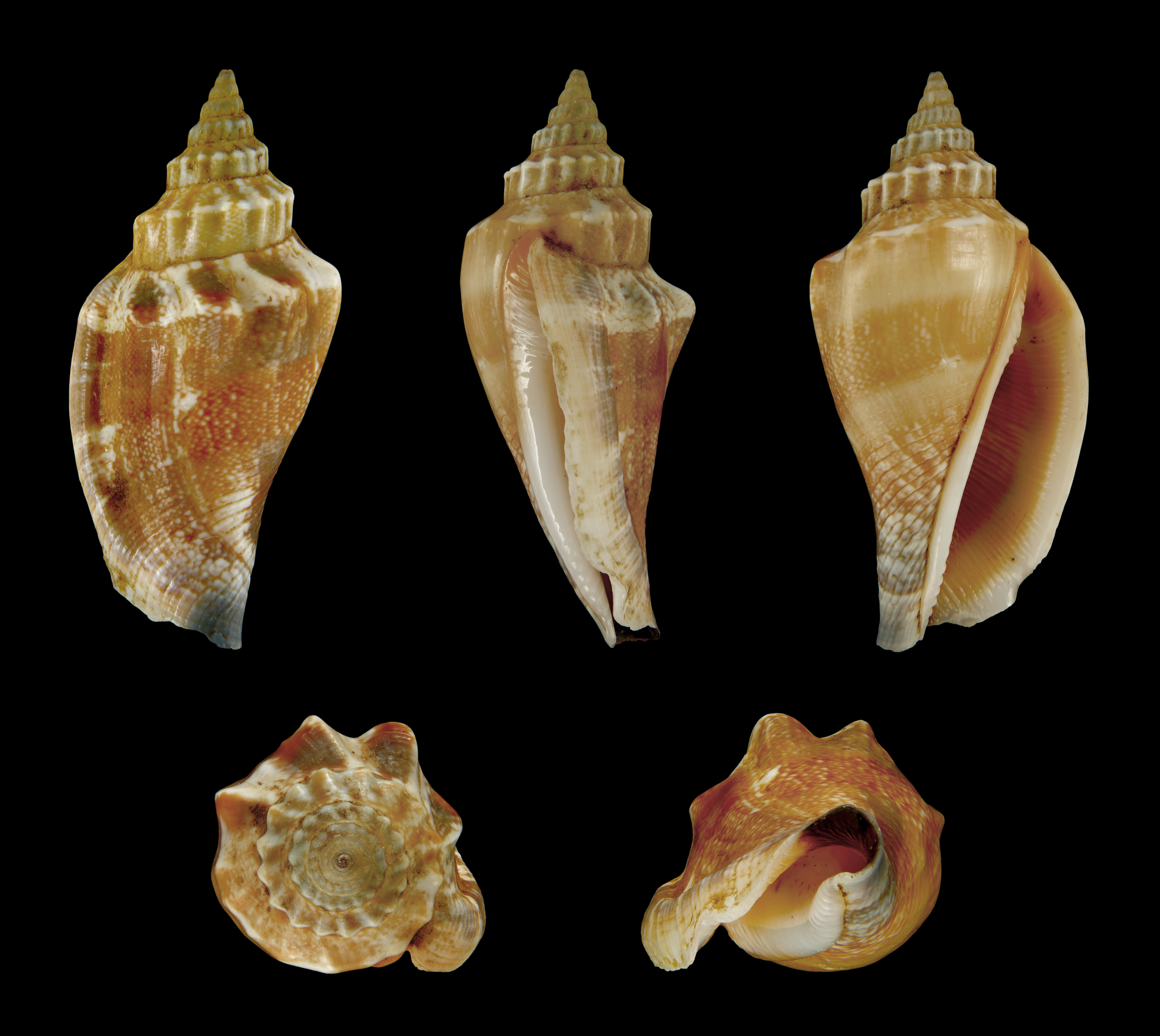
Canarium olydium
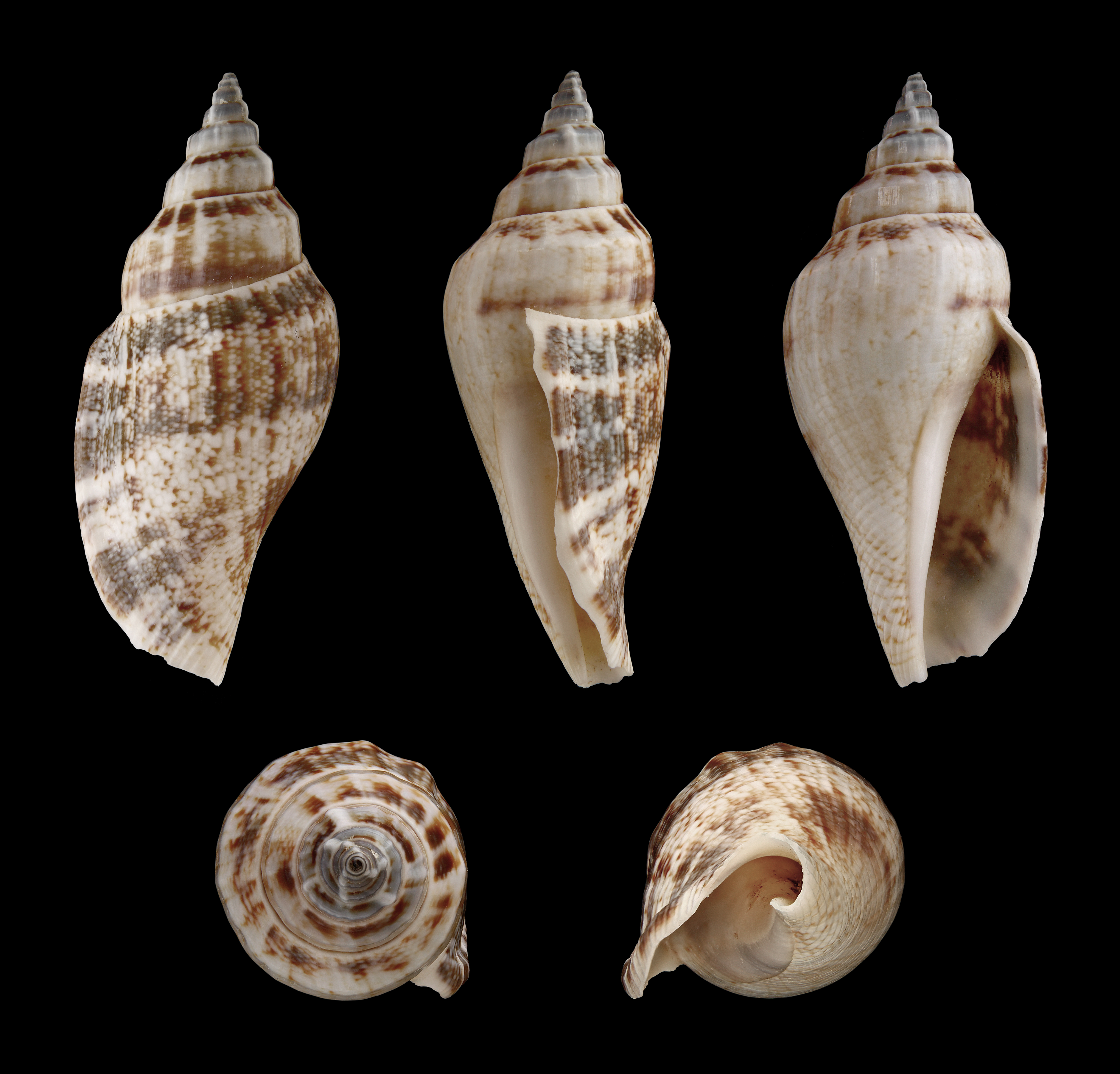
Canarium urceus